# بوشعيب الرداد
أبو شعيب أيوب بن سعيد الصنهاجي أو مولاي بوشعيب الرداد أو بوشعيب السارية، هو صوفي مغربي عاصر الدولة المرابطية، وعاش في مدينة أزمور.
ولد أبو شعيب سنة 463 هـ بقرية ايير الموجودة بدائرة عبدة اقليم آسفي، وتتلمذ على يد الفقيه سيدي عبد الله بن واكريس الدكالي والمشترائي الأصل، الذي عاش في قرية أبي اسكاون. ارتحل أبو شعيب إلى عدة بلدان لطلب العلم، منها أغمات وأريكا وفاس وأزمور والأندلس، كما زار إشبيلية وقرطبة واتصل بالقاضي عياض وتتلمذ على كبار شيوخ التصوف والعلم في ذلك العهد، ومنهم أبو علي المنصور بن إبراهيم المسطاسي دفين أزمور المعروف بسيدي علي بن غبث.
من أبرز تلامذة أبي شعيب مولاي بوعزة بن عبد الرحمان، دفين تاغيا. وقد كانت لأبي شعيب علاقات وطيدة مع سيدي جعفر وابنه مولاي عبد الله امغار دفين قرية كانت تسمى تيط بضواحي مدينة الجديدة والمسماة حاليا مولاي عبد الله. لقب بوشعيب بالسارية لكونه كان ينتصب في الصلاة وقراءة القرآن ليلا كالسارية، كما يلقبه بعض البدو المعاصرين بعطاي العزارى.
توفي أبو شعيب الرداد حوالي سنة 561 هـ، عن عمر يناهز 98 عامًا، ودُفن في مدينة أزمور، ويتوافد على ضريحه ـ الذي أمر ببنائه السلطان محمد الثالث بن عبد الله ـ الكثير من الزوار.